# Kobilje
Kobilje este o localitate din comuna Kobilje, Slovenia, cu o populație de 570 de locuitori.